# Paraphylax
Paraphylax är ett släkte av steklar. Paraphylax ingår i familjen brokparasitsteklar.

## Dottertaxa tillParaphylax, i alfabetisk ordning[1]
- Paraphylax agelenae
- Paraphylax alboannulus
- Paraphylax anax
- Paraphylax annulatus
- Paraphylax annulipes
- Paraphylax badius
- Paraphylax basilewskyi
- Paraphylax bicintus
- Paraphylax brachycyttari
- Paraphylax caffer
- Paraphylax carbonatorius
- Paraphylax clarificator
- Paraphylax corvax
- Paraphylax cubiceps
- Paraphylax divergens
- Paraphylax elongatorius
- Paraphylax erythronota
- Paraphylax fasciatipennis
- Paraphylax ferruginosus
- Paraphylax fixatorius
- Paraphylax flavostigmus
- Paraphylax fumeae
- Paraphylax globatorius
- Paraphylax granulatorius
- Paraphylax hiatus
- Paraphylax ivondricus
- Paraphylax mercator
- Paraphylax micans
- Paraphylax mimator
- Paraphylax mirax
- Paraphylax monotypus
- Paraphylax nigriceps
- Paraphylax nigrifacies
- Paraphylax nimbatorius
- Paraphylax nimbipennis
- Paraphylax nitidatorius
- Paraphylax nitidisentis
- Paraphylax postulator
- Paraphylax pulax
- Paraphylax pusillus
- Paraphylax ridens
- Paraphylax rubriornatus
- Paraphylax ruficornis
- Paraphylax rufifacies
- Paraphylax saigusai
- Paraphylax sakabei
- Paraphylax samoanus
- Paraphylax sculptus
- Paraphylax seductor
- Paraphylax sorianoi
- Paraphylax subtilis
- Paraphylax sulcator
- Paraphylax tosquinetii
- Paraphylax transversatorius
- Paraphylax truncatorius
- Paraphylax varius
- Paraphylax yasumatsui